# Mystic Diversions
Mystic Diversions – włoski niezależny zespół producentów muzyki ambient i lounge. Pochodzą z Florencji i Rzymu. Wydali do tej pory 6 albumów muzyki w stylu downtempo z elementami world music. Początkowo założeniem stworzenia Mystic Diversions było utworzenie projektu z udziałem rozmaitych muzyków. Pojedyncze muzyczne zdarzenie przemieniło się jednak w trio regularnie nagrywające muzykę relaksacyjną, nie rezygnujący mimo wszystko z pomocy wielu gości. Tworzą utwory eklektyczne, nacechowane różnymi stylistykami i kulturami: pośród chill-outu słychać elementy arabskie, hinduskie, afrykańskie, hiszpańskie oraz południowo-amerykańskie przybrane nieraz w jazz czy r'n'b.

## Skład zespołu
- Francesco Puccioni
- Mari-One
- Aidan Zammit

## Dyskografia[2]
- 2010: Angel Soul (Energy Productions)
- 2007: Wave a Little Light (Cool D:vision)
- 2006: From the Distance (Cool D:vision)
- 2003 (2004): Colours (Cool D:vision)
- 2002 (2003): Beneath Another Sky (Cool D:vision)
- 2001: Crossing the Liquid Mirror (Ayia Napa)
- 2016 Renaissance (Cool D:vision)